# Sonnengöttin der Erde
Die Sonnengöttin der Erde (heth. taknaš dUTU, luw. tiyamaššiš Tiwaz) ist die hethitische Göttin der Unterwelt. Ihre hurritische Entsprechung ist Allani, ihre sumerisch-akkadische Entsprechung Ereškigal, zwei Göttinnen, die schon früh die hethitischen Vorstellungen beeinflusst hatten. In späthethitischer Zeit wurde schließlich der ursprünglich hattische Unterweltsgott Lelwani ebenfalls mit ihr synkretisiert.
In hethitischen Texten wird sie als „Königin der Unterwelt“ angesprochen, die einen Palast mit Wesir und Dienern besaß. In der Großreichszeit galt sie als Mutter zweier Wettergötter. Der Wettergott von Nerik war der Sohn von ihr und dem hattischen Gott Šulinkatte, der Wettergott von Zippalanda jedoch der Sohn von ihr und dem Wettergott des Himmels. Die Sonnengöttin der Erde, Verkörperung des chthonischen Aspekts der Sonne, hatte die Aufgabe die Tore der Unterwelt zu öffnen. Auch reinigte sie die Erde von allem Bösen, aller Unreinheit und aller Krankheit.
Im hurritisch-hethitischen „Gesang von der Freilassung“ lädt die Sonnengöttin der Erde bzw. die hurritische Allani die Götter Tarḫunna/Teššub und dessen Bruder Šuwaliyat/Tašmišu zu einem Festmahl in die Unterwelt ein und tanzt vor ihnen. Ansonsten wird sie eher in Flüchen, Schwüren und Reinigungsritualen erwähnt.
Die Sonnengöttin der Erde wurde in verschiedenen Orten im hethitischen Reich verehrt, so in Katapa, A(n)galiya bei Karaḫna, Ankuwa, Nerik und Zippalanda. Verehrung genoss sie zudem im Land Kizzuwatna.